# Gregoriopycnodus
Gregoriopycnodus bassanii è una specie estinta di pesce osseo picnodontiforme vissuta nell'Albiano (Cretaceo inferiore) a Pietraroja, nel sud Italia. 

## Descrizione
Si tratta di un pesce picnodontiforme di media taglia e corpo profondo. La profondità massima del corpo è pari a circa otto decimi della lunghezza standard.
Il cranio è di grandi dimensioni, con una lunga regione preorbitale e una breve regione postorbitale. Presenta una grande finestra temporale, un dermosupraccipitale piccolo e stretto e un supraoccipitale visibile nella finestra temporale. Sul parietale è presente un processo a forma di pennello. Il prefrontale è corto, con un'estremità anteriore a forma di placca, ed è parzialmente fuso al mesetmoide.
L’infraorbitale è tubolare e il dermosfenotico è in sutura con il dermopterotico e il frontale. Il basioccipitale, l'esooccipitale e il sinarcuo sono fusi ed esposti dietro il dermopterotico. La bocca ha un'apertura orientata obliquamente. La premascella e la mandibola possiedono due denti incisiformi ciascuna. Il processo coronoide è fortemente sviluppato.
L’opercolo è ben sviluppato e il preopercolo è molto più grande della regione esposta dello iomandibolare-dermoiomandibolare. La notocorda è quasi completamente circondata dagli archi neurali ed emali, con 30-33 spine neurali prima della serie epicordale e 13-14 spine emali prima della serie ipocordale. Le prime cinque spine neurali sono autogene.
La pinna dorsale è falcata, con 49-52 raggi e 49-50 pterigiophori, e ha origine nel punto più alto del profilo dorsale. La pinna anale è a forma di striscia, con 39-42 raggi e 36-39 pterigiofori, e ha origine dietro il punto più basso del profilo ventrale. Sono presenti 4-5 epicordali e 9-10 ipocordali. L'urodermale è composto da tre ossa grandi e irregolari.
La pinna caudale è doppiamente emarginata, con 20-22 raggi principali, 2 raggi procorrenti dorsali e 4-5 raggi procorrenti ventrali.
Le scaglie corporee sono limitate alla regione addominale. Le scaglie dorsali sono a barra, mentre quelle ventrali sono complete. Presenta 13-14 scudi dorsali della cresta privi di spine, 13-14 scudi ventrali precloacali e un grande scudo postcloacale. Inoltre, possiede 6 scaglie cloacali, due anteriori, due sopra e due posteriori alla cloaca, ma senza scaglia cloacale bifida.

## Classificazione
Il genere Gregoriopycnodus venne istituito nel 2020 per accogliere una specie di pcnodontiforme precedentemente ascritta ai generi Coelodus e Palaeobalistum, sulla base di resti fossili ritrovati nel giacimento di Pietraroja in provincia di Benevento (Italia).  
Il genere appartiene alla famiglia Pycnodontidae, come dimostrato dalla presenza di un peniculus ramificato sul parietale. Gregoriopycnodus si distingue dagli altri generi della famiglia Pycnodontidae per il prefrontale corto e a forma di placca, parzialmente fuso con il mesetmoide. La sua posizione sistematica all'interno della famiglia è intermedia tra Tepexichthys e Costapycnodus, da un lato, e Proscinetes, dall’altro.